# Albert al V-lea de Bavaria
Albert al V-lea, supranumit cel Generos, (n. 29 februarie 1528, München, Ducatul de Bavaria – d. 24 octombrie 1579, München, Ducatul de Bavaria) a fost Duce de Bavaria din 1550 până la moarte. Cârmuirea sa a fost la fel de importantă pentru răspândirea Contrareformei în teritoriile germane, precum a fost pentru dezvoltarea artei renascentiste în Ducatul de Bavaria. Baza multor colecții de stat bavareze este legată direct de pasiunea lui Albert al V-lea pentru colecționarea operelor de artă.

## Biografie

### Originea și familia

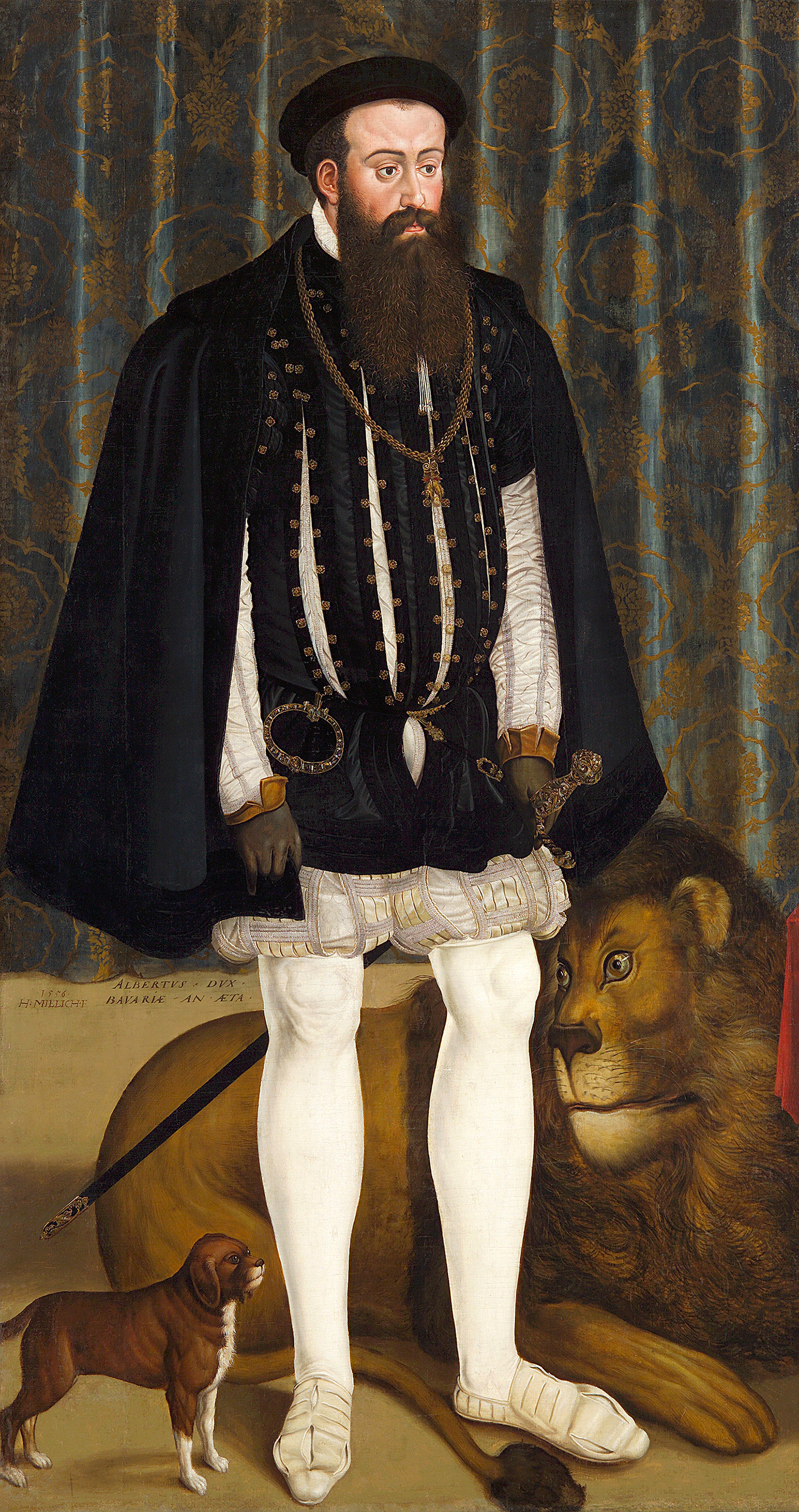
Albert al V-lea (1556)

Părinții lui Albert al V-lea au fost ducele Wilhelm al IV-lea și soția sa, Maria Iacobea de Baden-Sponheim. A fost căsătorit cu Anna, fiica regelui romano-german Ferdinand I. După moartea tatălui său în 1550, Albert l-a succedat ca Duce de Bavaria. El a fost primul conducător bavarez în cazul căruia s-a aplicat regula succesiunii primogeniturii, emisă în 1506 de bunicul său, Albert al IV-lea, cei doi frați ai săi fiind deja decedați în 1550. Posesiunile sale includeau ducatele bavareze Bavaria Inferioară și Bavaria Superioară – ale căror teritorii nu trebuie confundate cu districtele administrative de astăzi care poartă același nume.
Albert a fost tutorele nepotului său, Filip al II-lea de Baden-Baden, devenit ulterior margraf de Baden, și al surorii sale Iacoba de Baden-Baden, ulterior ducesă de Jülich-Kleve-Berg.

### Guvernarea
Albert și-a început studiile în Ingolstadt la vârsta de 12 ani primind o educație catolică sub influența iezuiților pe care tatăl său îi adusese în țară și care predau la facultatea de teologie din Ingolstadt. Spre deosebire de tatăl său, Albert a fost de acord cu trecerea Universitatea Ingolstadt sub conducerea iezuiților.
Succedându-l pe tatăl său la vârsta de 22 de ani, Albert a continuat politica acestuia privind confesiunile religioase în Bavaria deși la începutul cârmuirii a fost deschis unor posibile compromisuri. Urmare a strădaniilor sale s-a ajuns în 1555 la „Pacea religioasă de la Augsburg” prin care, pe lângă Stările catolice, au fost recunoscute ca legale și cele luterane. Consilierii săi au fost de diferite orientări religioase. De exemplu, lui Pankraz von Freyberg, politician înclinat spre protestantism și devenit în 1550 consilierul său, i-a făcut concesii privind libertatea religioasă.
În 1551–1552 Albert a rămas neutru în timpul revoltei principilor imperiali împotriva lui Carol al V-lea. În 1553 el s-a alăturat Ligii din Heidelberg care era alcătuită atât din principi protestanți, cât și catolici. Albert a creat o adevărată cultură renascentistă catolică cu ajutorul iezuiților, pentru care a fondat mai multe biserici.
Profesorul de religie iezuit Petrus Canisius și muzicianul Orlando di Lasso au fost apropiați ai lui Albert.
În Bavaria după 1550 pot fi urmărite în principal două evoluții: formarea statului modern timpuriu și stabilirea unei confesiuni general obligatorii.
În 1572 Albert a stabilit din punct de vedere juridic moștenirea posesiunilor familiei ca Fideicommissum și ca urmare orice înstrăinare sau destinație a moștenirii putea fi făcut doar cu acordul moștenitorilor de același nivel de rudenie. Această decizie a produs efecte pentru o foarte lungă perioadă de timp, benefice nu numai pentru stăpânirea ducatului ci și pentru păstrarea colecțiilor de artă.
În Dieta de la Ingolstadt din 1563, în ciuda greutăților financiare și a opoziției unor cavaleri bavarezi protestanți, Albert a reușit să limiteze puterea Stărilor bavareze. La începutul cârmurii sale el crease o administrație financiară proprie (Hofkammer) și un consiliu de securiate format dintr-un grup de consilieri ai curții. 
Când protestantismul a început să se răspândească, Albert a adoptat o atitudine dură în privința chestiunii religioase. Unul dintre cei mai importanți consilieri ai săi a fost juristul Wiguleus Hund care fusese și consilierul tatălui său. În 1557 Albert a creat un consiliu religios care urma să supravegheze unitatea confesională a țării. El îi expluzase deja pe evrei în 1551 interzicându-le să locuiască în ducat și forțându-i să călătorească pe baza unui permis fără a putea înnopta într-un loc de mai multe ori. În 1563 disputa religioasă a escaladat din nou odată cu conspirația nobiliară din Ortenburg. Chiar dacă ducele Albert nu a avut câștig de cauză în acest conflict, el a devenit un model pentru alte state europene în lupta împotriva Reformei.
În 1559 Albert a fondat un colegiu iezuit la München (astăzi Wilhelmsgymnasium). 
În 1560 la moartea unchiului său, Ernest de Bavaria, Albert a moștenit, de asemenea, gajul asupra comitatului Glatz din Boemia. Deoarece nu intenționa să-l păstreze, el nu a luat măsurile pentru recatolicizarea inițiată de unchiul său, astfel încât luteranismul s-a putut răspândi în acest teritoriu. În 1567 Albert a vândut comitatul împăratului Maximilian al II-lea.
Regulamentul școlar emis de Albert în 1569, care este fără îndoială de origine iezuită, stabilea reguli stricte pentru acceptarea profesorilor și selecția manualelor.
Albert a făcut mari eforturi pentru ca fiul său mai mic, Ernest, să cârmuiască Arhiepiscopia de Köln. Papa Grigore al XIII-lea avea atâta încredere în Albert încât l-a desemnat pe Ernest „Episcop universal al Bisericii catolice germane” în 1575.

### Colecționar de artă
Perspicace și atent, Albert a fondat o bibliotecă remarcabilă. De asemenea, el a colecționat opere de artă, de la cele antice până la cele contemporane. Pentru obiectele sale antice de colecție, Albert a organizat în reședința sa un „anticariat” care a devenit primul muzeu în regiunea Alpilor nordici. Colecției sale de artă el a alăturat și obiecte de interes pentru tehnică și științele naturii.

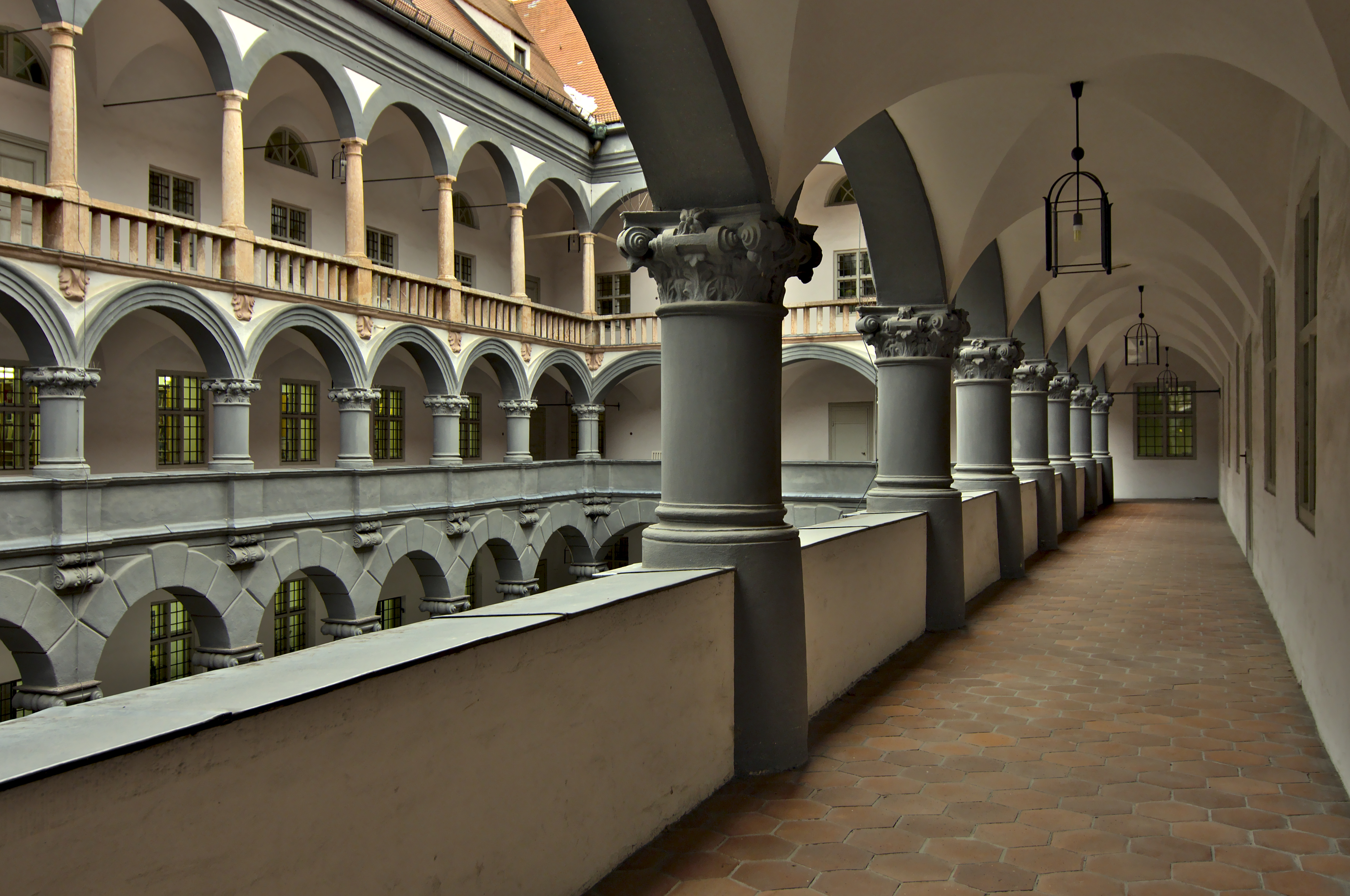
Alte Münze (curtea interioară, München)

Albert este considerat inițiatorul dezvoltării orașului München ca oraș al artelor. Construcția bibliotecii curții ducale din München, din care s-a dezvoltat Biblioteca de Stat a Bavariei de astăzi, a început în 1558 cu achiziționarea bibliotecii care cuprindea peste 800 de volume, parte a moștenirii lăsate de umanistul Johann Albrecht Widmannstetter. În 1560 biblioteca s-a mărit semnificativ prin adăugarea bibliotecii moștenite de la unchiul Ernest și în 1564 prin achiziționarea bibliotecii lui Johann Jakob Fugger.
Între 1558 și 1570 Albert a comandat culegerea de psalmi penitențiali care este astăzi unul dintre manuscrisele de lux din Biblioteca de Stat a Bavariei. Acest manuscris a fost ilustrat de Hans Mielich, pictorul de curte al lui Albert, iar compozițiile pentru psalmi au fost create de compozitorul Orlando di Lasso, membru al orchestrei curții din München.
În perioada 1563–1567 un arhitect cu nume necunoscut a construit pentru Albert o nouă clădire (Alte Münze) în care a fost înființată camera de artă care cuprindea peste 6000 de exponate. Consilierul în materie de artă al lui Albert, Samuel Quiccheberg, este cel care a dezvoltat conceptul de muzeu și a pus bazele muzeologiei.
Din 1563 până în 1568 au fost publicate hărțile realizate de Philipp Apian la comanda lui Albert. În 1566 Albert a achiziționat o colecție de sculpturi antice moștenite de Johann Jakob Fugger. Aceasta a stat la baza colecției de antichități ale landului Bavaria. În același an Albert a achiziționat peste 50 de alte sculpturi antice de la Roma și numeroase busturi romane de la Veneția prin intermediul anticarului imperial Jacopo Strada. Doi ani mai târziu, după negocieri îndelungate, acesta a reușit să achiziționeze pentru curtea bavareză și colecția de antichități a patricianului venețian Andrea Loredan. Pentru colecția, care crescuse la peste 600 de exponate, Albert a construit Antiquarium între 1568 și 1571, o clădire de sine stătătoare aflată în afara Palatului din München al familiei Wittelsbach, pentru a evita eventualele incendii.
Splendoarea și luxul atât de prețuit de Albert la curtea sa au avut ca rezultat împovărarea locuitorilor Bavariei cu taxe și cu datorii enorme de jumătate de milion de florini.

### Căsătorie și descendenți

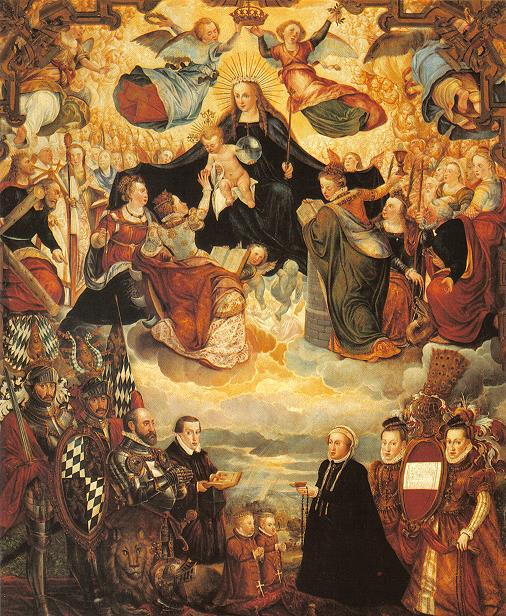
Albert al V-lea și familia sa sub protecția Sfintei Maria (pictură de Hans Mielich, altarul principal în Frauenkirche Ingolstadt, 1572)

Ducele Albert al V-lea s-a căsătorit pe 4 iulie 1546 la Regensburg cu arhiducesa Anna a Austriei, o fiică a împăratului Ferdinand I și a soției sale, Anna Iagello. Cei doi au avut 7 copii:
- Carol (n./d. 1547);
- Wilhelm al V-lea (1548–1626), căsătorit în 1568 cu Renata de Lorena;
- Ferdinand (1550–1608), a încheiat o căsătorie morganatică în 1588 cu Maria Pettembeck (1573–1619); cei 16 copii ai lor și descendenții acestora au fost conți de Wartenberg până în 1736 când familia s-a stins;
- Maria (1551–1608), căsătorită în 1571 cu arhiducele Austriei Carol al II-lea;
- Maximiliana Maria (1552–1614);
- Frederic (1553–1554);
- Ernest (1554–1612), principe elector și arhiepiscop de Köln.